# Cristina Grigoraș (gimnastă)
Cristina Grigoraș (n. 11 februarie 1966, Satu Mare) este o fostă gimnastă română de talie mondială, laureată cu aur olimpic la Los Angeles 1984.

## Distincții
- Ordinul „Meritul Sportiv” clasa a II-a (15 aprilie 1981) „pentru rezultatele deosebite obținute la Jocurile olimpice de vară de la Moscova — 1980, precum și pentru contribuția adusă la dezvoltarea activității sportive și la creșterea prestigiului sportului românesc pe plan internațional”[1]